# Michał Urbaniak
Michał Urbaniak (* 22. ledna 1943) je polský houslista. Narodil se ve Varšavě a studium hudby zahájil během středoškolských studií v Lodži. V roce 1962 absolvoval americké turné s kapelou Andrzeje Trzaskowskiho. V letech 1962 až 1964 byl členem kvintetu klavíristy Krzysztofa Komedy. S ním odjel na turné do Skandinávie, kde zůstal až do roku 1969. Během své kariéry spolupracoval s mnoha dalšími hudebníky, mezi něž patří například Miles Davis, Lenny White, Paul Bley, Oliver Nelson a Larry Coryell. Kromě houslí hrál rovněž na saxofon.